# 5-ös metróvonal (Madrid)
A 5-ös metróvonal a Madridi metróhálózat ötödik vonala. A 23,2 km-es vonalon jelenleg 32 állomás található. 1968. június 5-én nyílt meg Callao és Carabanchel megállók között, majd többszörös hosszabbítással érte el jelenlegi 16 km-es hosszát. A város 4. legforgalmasabb vonala, évente 64 millió utas használja. Szinte végig a föld alatt fut, egyedül Aluche állomás található a föld felett. Ez az utolsó, még keskeny profillal épült metróvonal Madridban.
A vonalon hatkocsis 2000B sorozatú metrószerelvények közlekednek, de néha előfordulnak a 2000A sorozat járművei is.

## Felújítás
Az 5-ös vonalat 2017 nyarán zártak le felújításra. A lezárás 62 napot vett igénybe, és becslések szerint 66,5 millió euróba került a felújítás. Az átépítés során több mint 256 000 méter jelkábelt cseréltek ki, 42 000 méter optikai kábelt fektettek le.

## Képgaléria

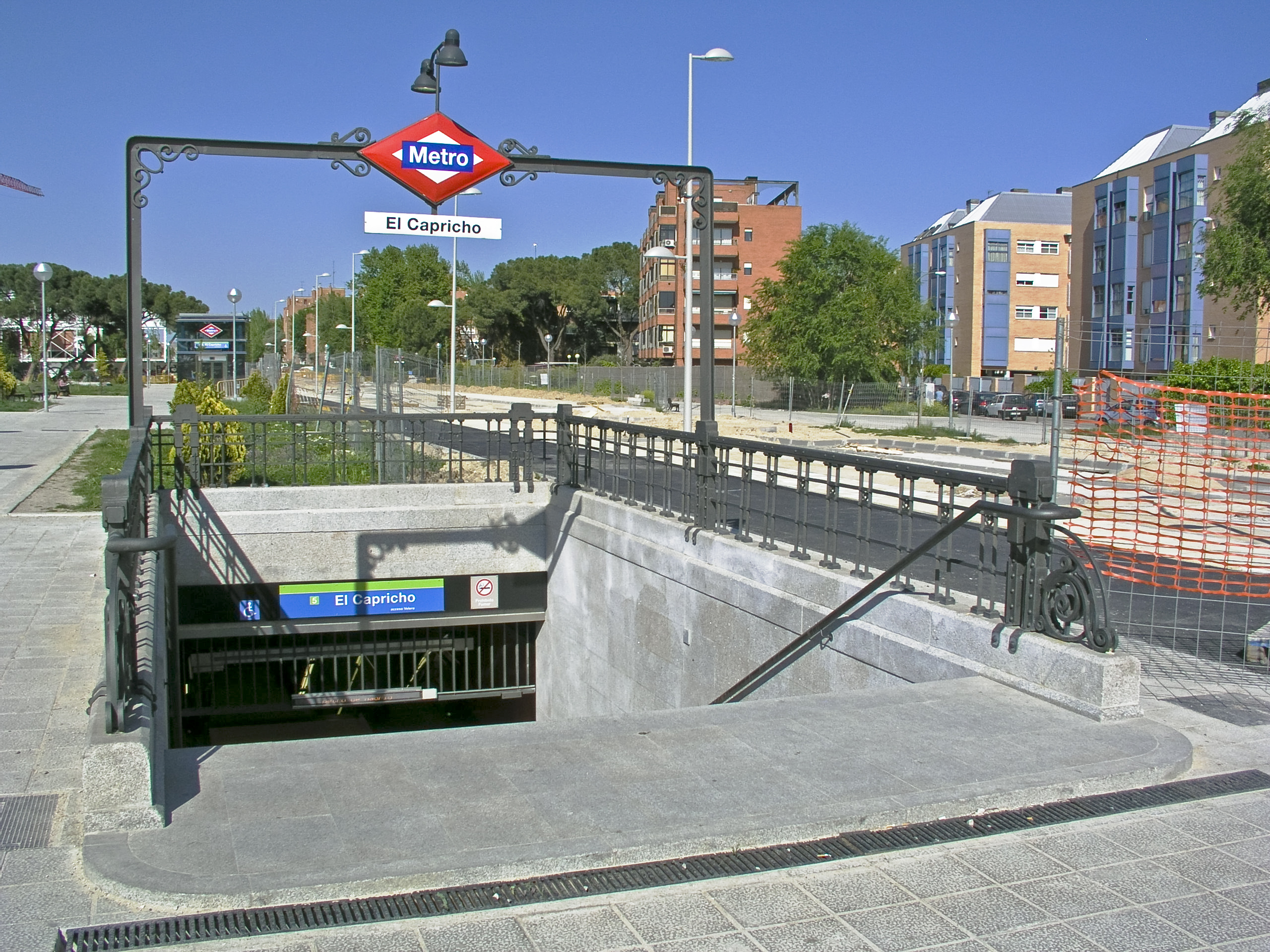
El Capricho metrómegálló
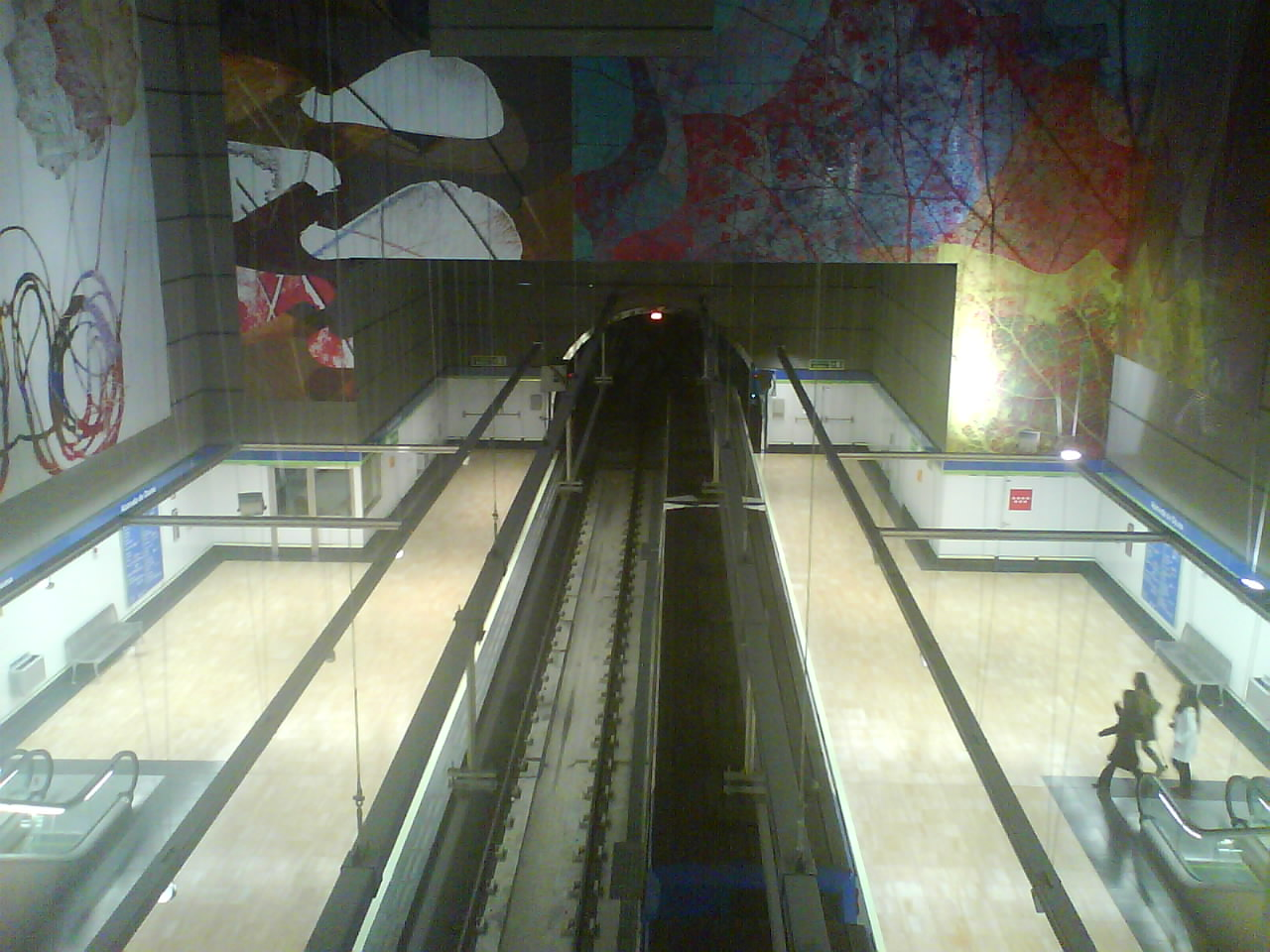
Alameda de Osuna metrómegálló
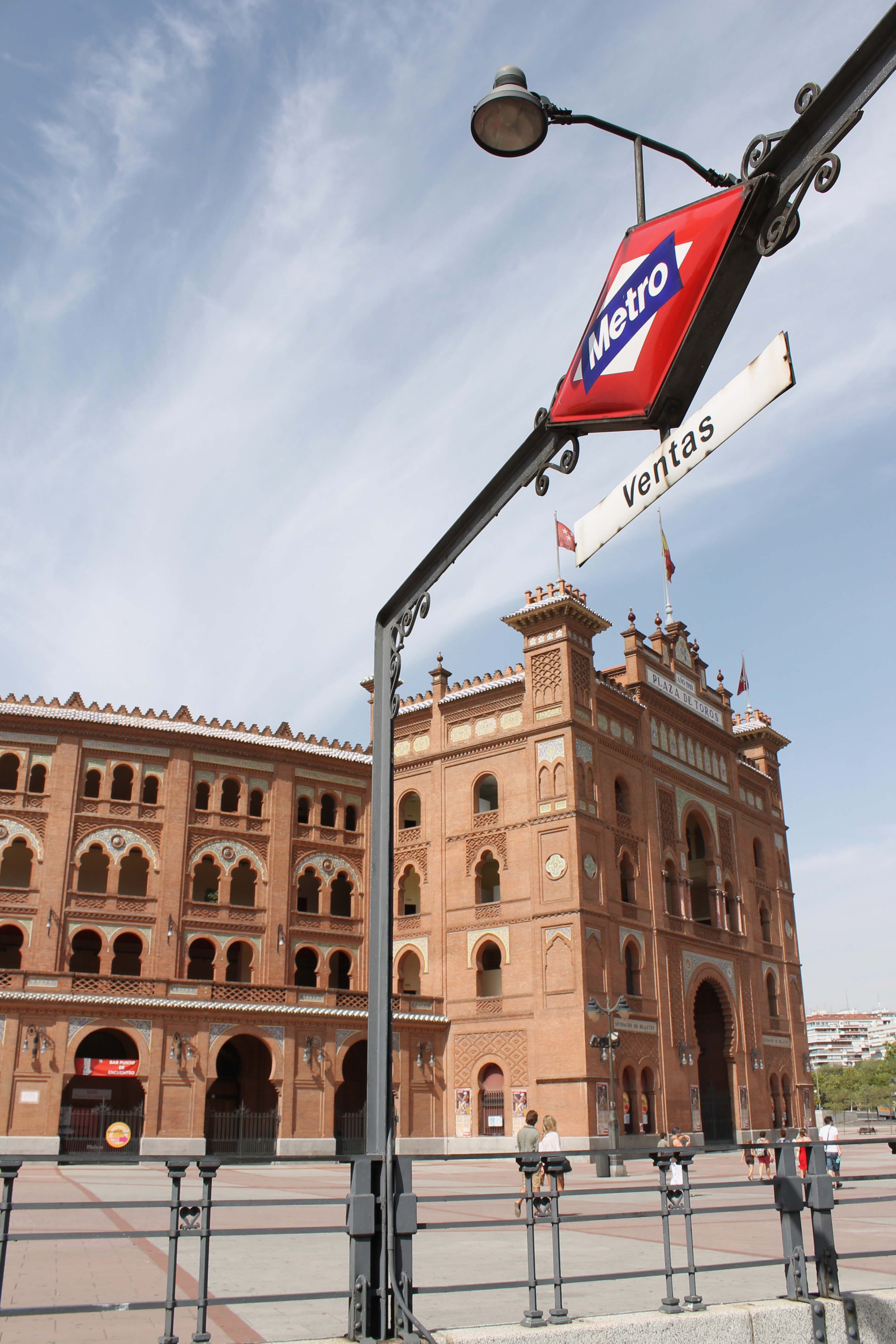
Ventas metrómegálló
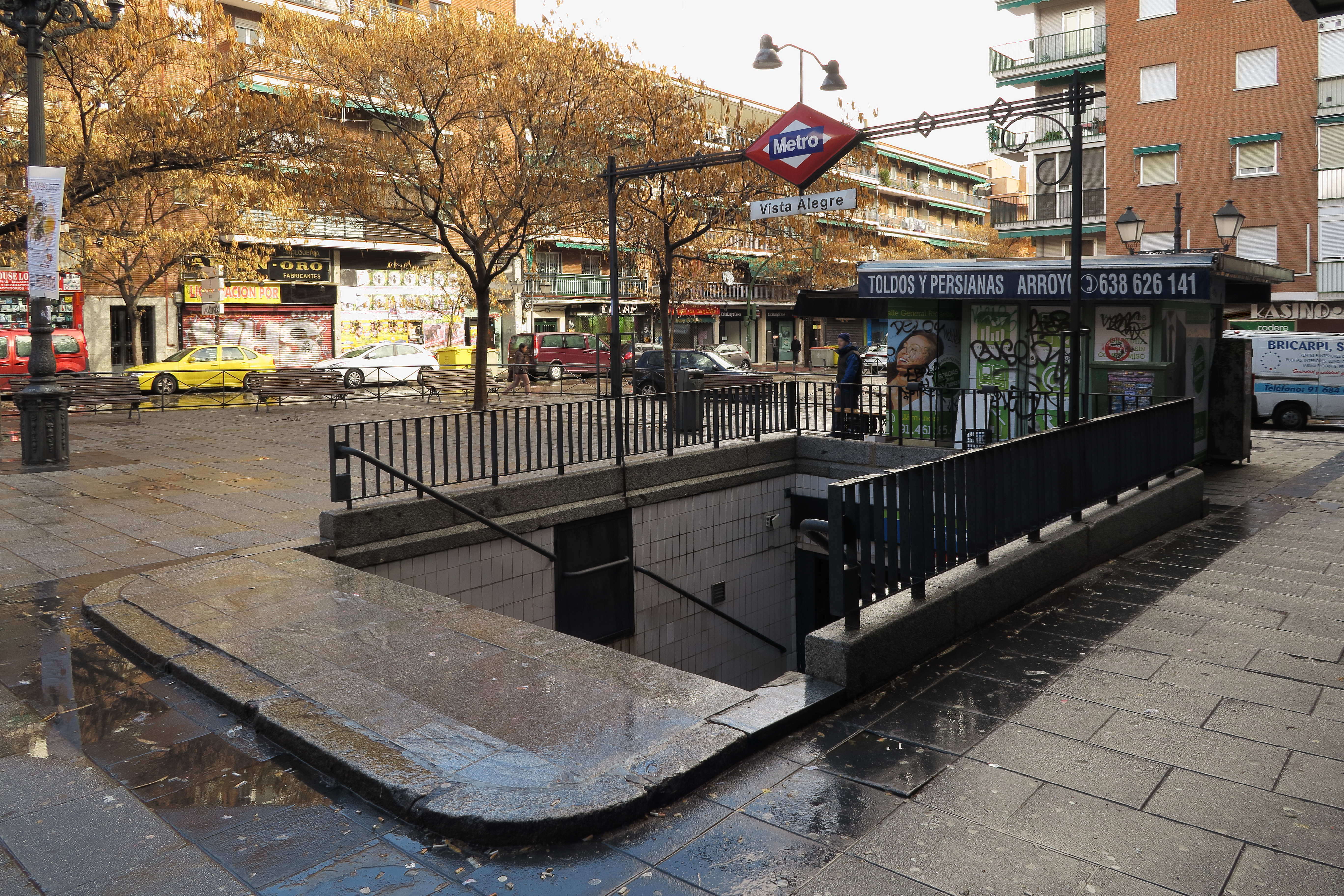
Vista Alegre metróállomás